# Sugar and Spice (televisieserie)
Sugar and Spice is een kortlopende sitcom van CBS uit de Verenigde Staten. De serie ging van start op 30 maart 1990 en duurde één seizoen van zeven afleveringen.

## Setting
Het kleine dorp Ponca City, Oklahoma, is het toneel van deze serie over de twee Afro-Amerikaanse zussen Loretta en Vickilyn (Loretta Devine en Vickilyn Reynolds). Loretta en Vickilyn zijn beiden van middelbare leeftijd maar hebben verschillende karakters. Vickilyn is conservatief en stil. Ze is gescheiden en verdient haar brood met het postorderbedrijfje "Small World Miniatures", dat ze vanuit haar omgebouwde garage leidt. Haar gezellige zus Loretta is een actrice op zoek naar werk die altijd op de loer is naar aantrekkelijk uitziende mannen. Loretta werkt als hostess voor Jacques (Leslie Jordan) in zijn "Café Jacques".
Bij de zussen woont ook hun tienernichtje Toby (LaVerne Anderson), het enige kind van hun overleden zus. Haar goede bedoelingen ten spijt ontspoort ze weleens als ze het slechte advies opvolgt van haar beste vriendin Ginger (Dana Hill).
Bonnie (Stephanie Hodge), die een stormachtige relatie heeft met haar man, vrachtwagenchauffeur Cliff (Gerrit Graham), is de assistente van Vickilyn in haar postorderbedrijfje. Ralph en Brian (Troy Searcy en Bumper Robinson) zijn klasgenoten van Toby.

## Rolverdeling
| Acteur            | Personage                 |
| ----------------- | ------------------------- |
| Vickilyn Reynolds | Vickilyn Fontaine-Clayton |
| Loretta Devine    | Loretta Fontaine          |
| LaVerne Anderson  | Toby Reed                 |
| Dana Hill         | Ginger                    |
| Stephanie Hodge   | Bonnie Buttram            |

Dit artikel of een eerdere versie ervan is een (gedeeltelijke) vertaling van het artikel Sugar and Spice (U.S. TV series) op de Engelstalige Wikipedia, dat onder de licentie Creative Commons Naamsvermelding/Gelijk delen valt. Zie de bewerkingsgeschiedenis aldaar.